# Phrynarachne dissimilis
Phrynarachne dissimilis es una especie de araña cangrejo del género Phrynarachne, familia Thomisidae. Fue descrita científicamente por Carl Ludwig Doleschall en 1859.

## Distribución
Esta especie se encuentra en Indonesia.

## Tratamiento taxonómico
La especie aparece registrada y publicada en Tweede Bijdrage tot de kennis der Arachniden van den Indischen Archipel. Acta Societatis Scientiarum Indo–Neerlandicae 5(5): 1–60, pl. 1–17.